# Пирита (мост)
Мост Пирита (эст. Pirita sild) — автодорожный мост через реку Пирита в Таллине, Эстония. Соединяет центральную часть города с районом Пирита. Располагается в устье реки. Рядом находятся Олимпийский центр парусного спорта и руины монастыря Святой Бригитты.

## История
В 1936—1937 гг. взамен деревянного многопролётного моста по проекту архитектора А. Юрветсона был построен железобетонный арочный мост. Мост имел три пролета по 19,8 м и опоры на свайных фундаментах. Во время Второй мировой войны в 1944 году он был разрушен и в 1946 г. восстановлен с ограниченной грузовой и пропускной способностью. 
В конце 1970-х гг. в составе проекта строительства объектов для проведения Олимпийских игр в Таллине проектным институтом «Ленгипротрансмост» был разработан проект нового моста (автор проекта В. Пасковский, главный инженер проекта М. Кривел).
Строительство моста вели Мостопоезд № 423 и Мостострой № 5. Мост строился в две очереди (первая — верховая часть моста, вторая — низовая) с сохранением непрерывного движения через р. Пириту. В 1979 году после открытия движения автомобилей по верховой новой части моста и выноса всех инженерных сетей с существующего моста строители приступили к демонтажу конструкций старого моста. Проект разборки старого моста путем его послойного рыхления мелкошпуровыми зарядами взрывчатого вещества с различным замедлением взрывов был разработан институтом Мосгипротранс. Открытие второй очереди моста состоялось в 1980 году.

## Конструкция
Мост пятипролётный железобетонный балочный, схема разбивки на пролёты: 15,0 + 22,8 + 21,9 + 22,8 + 15,0 м. Пролетные строения неразрезной системы применительно к типовому проекту инв. № 856, раздельные для каждого направления движения автомобильного транспорта. Пролетные строения моста состоят из железобетонных балок трапецеидального сечения заводского изготовления.
Все опоры моста сооружены на свайных основаниях. Крайне монолитные железобетонные опоры на свайных фундаментах из 56 полых центрифугированных свай-оболочек диаметром 0,6 м. Фундаменты промежуточных опор верховой части моста из 72 свай-оболочек диаметром 0,6 м на высоком железобетонном ростверке. Основания опор низовой части моста устроены на деревянных сваях старого моста с низкими железобетонными ростверками. Опоры промежуточных опор двухстоечные железобетонные столбчатого типа призматической формы из сборных блоков. 

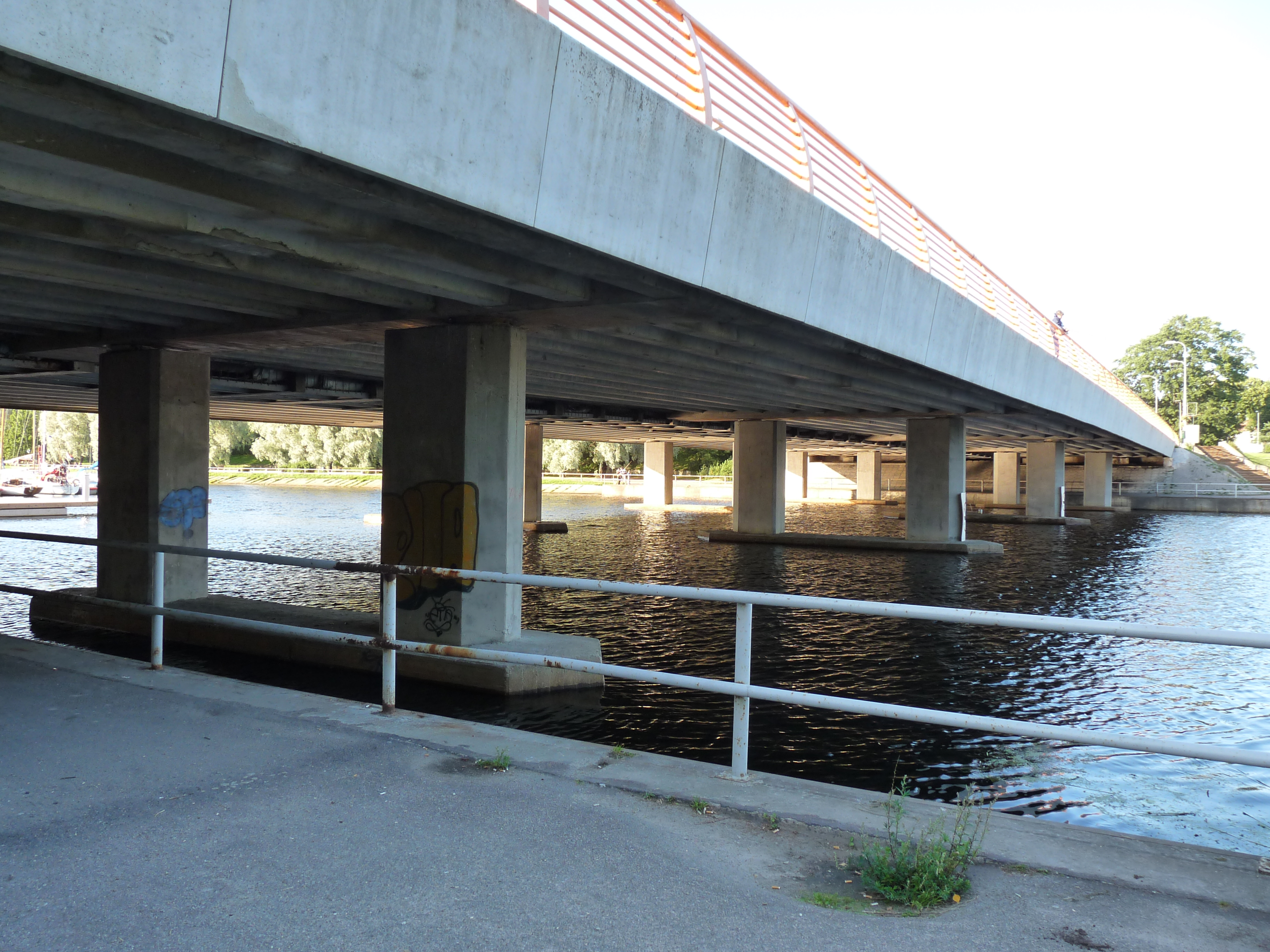
Промежуточные опоры

Между пролетными строениями проходит сборный железобетонный коллектор для инженерных коммуникаций (теплотрассы, водопровода, канализации, кабелей и др.). Коллектор состоит из сборных железобетонных рам, которые по всей длине моста смонтированы через каждые 2,32 м в пространстве между низовой и верховой частями моста. Опираются они на крайние балки смежных пролетных строений через металлические подвижные опорные части с асбестовой прокладкой как вдоль, так и поперек моста. Сверху рамы коллектора перекрыты железобетонными балками перекрытия, по балкам смонтированы железобетонные плиты перекрытия, по которым устроена гидроизоляция с защитным слоем. С целью декоративного оформления верх коллектора покрыт плитками толщиной 5 см из известняка. Снизу между рамами по всей длине моста по закладным деталям смонтирован металлический решетчатый настил для смотрового хода. В коллекторе для трубопроводов устроены опоры на каждой третьей раме. Сам коллектор отделен от проезжей части моста железобетонными сборными блоками. 
Длина моста составляет 97,5 м, ширина моста — 28 м (из них ширина проезжей части — 2х9,5 м и два тротуара по 2 м).
Мост предназначен для движения автотранспорта и пешеходов. Проезжая часть включает в себя 4 полосы для движения автотранспорта. Покрытие проезжей части и тротуаров — асфальтобетон. Перильное ограждение металлическое простого рисунка. На устоях устроены лестничные сходы.